# Jardin botanique de Lisbonne
Ne doit pas être confondu avec Jardin botanique tropical de Lisbonne.
Le jardin botanique de Lisbonne, dépendant de la faculté des sciences de l'Université de Lisbonne, est né de la nécessité de créer un complément pratique à l'enseignement et à la recherche en botanique, de ce qui était alors l'École polytechnique.

## Historique
C'est en 1859 que le conseil de l'école a choisi dans le Mont Olivete l'endroit où implanter ce jardin. Les travaux de construction ont commencé en 1873, sous la direction des professeurs Francisco Manuel de Melo Breyner (pt) et João de Andrade Corvo (pt).
L'Allemand Edmond Goeze fut le jardinier-paysagiste qui en dirigea la construction à Lisbonne à partir de 1873. Il se concentra sur la partie supérieure du jardin, où furent plantées quelques familles de dicotylédones et de gymnospermes.
Son successeur en 1876, le botaniste français Jules Daveau, développa la partie inférieure du jardin, en créant le tracé de l'allée des Palmiers et en inventant un système d'irrigation en ruisseaux et cascades, où furent placés quelques familles de monocotylédones. L'horticulteur français Henri Navel (1878-1963) en devint le jardinier-chef dans les années 1910.
L'inauguration du parc, à la fois lieu de recherche scientifique et horticole, jardin botanique et arboretum eut lieu en 1878. Il comprend diverses espèces tropicales, originaires de Nouvelle-Zélande, d'Australie, de Chine, du Japon et d'Amérique du Sud.
Le jardin fut classé monument national par le ministère de la Culture en 2010.

## Galerie

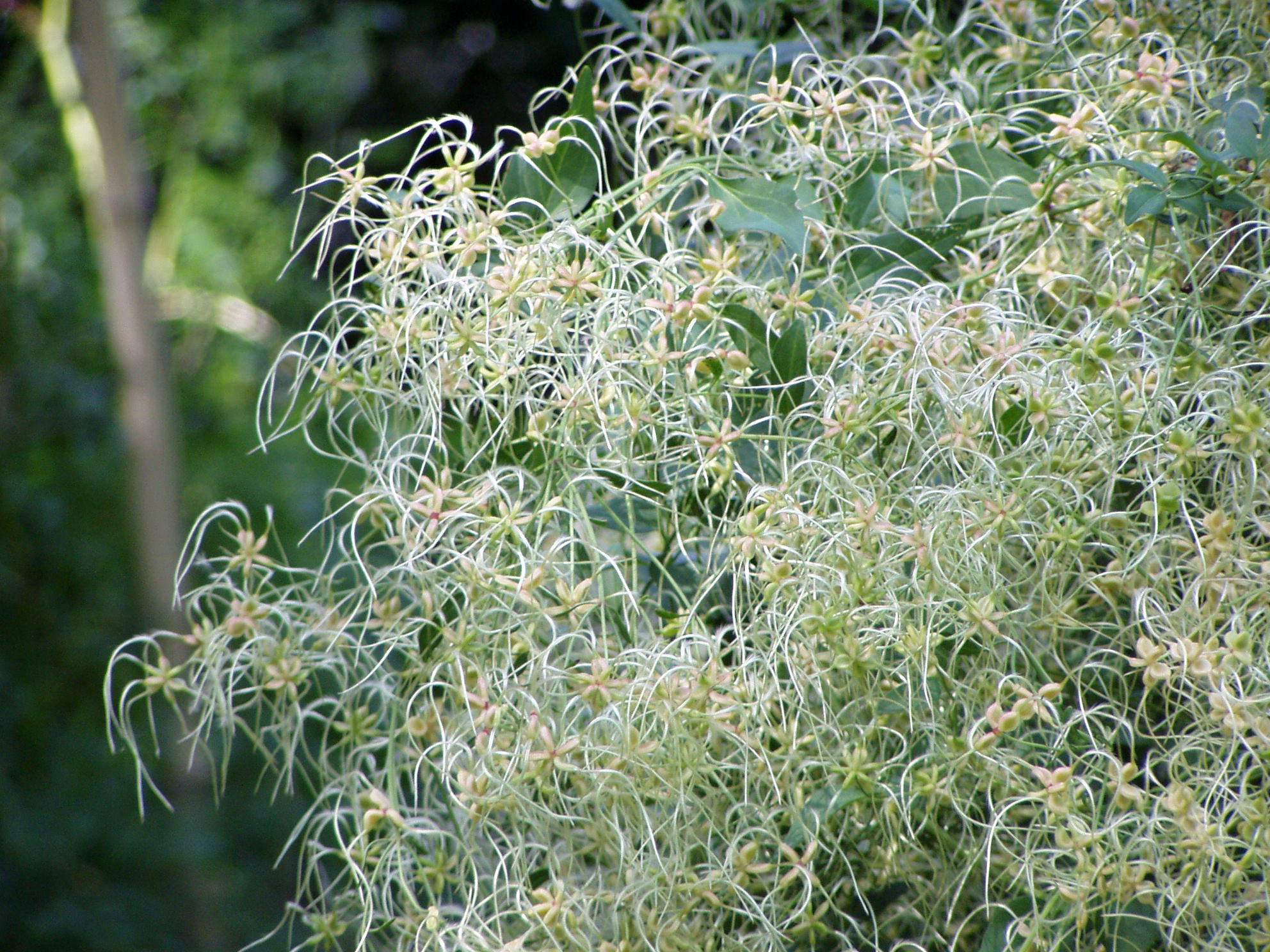
Clematis flammula.
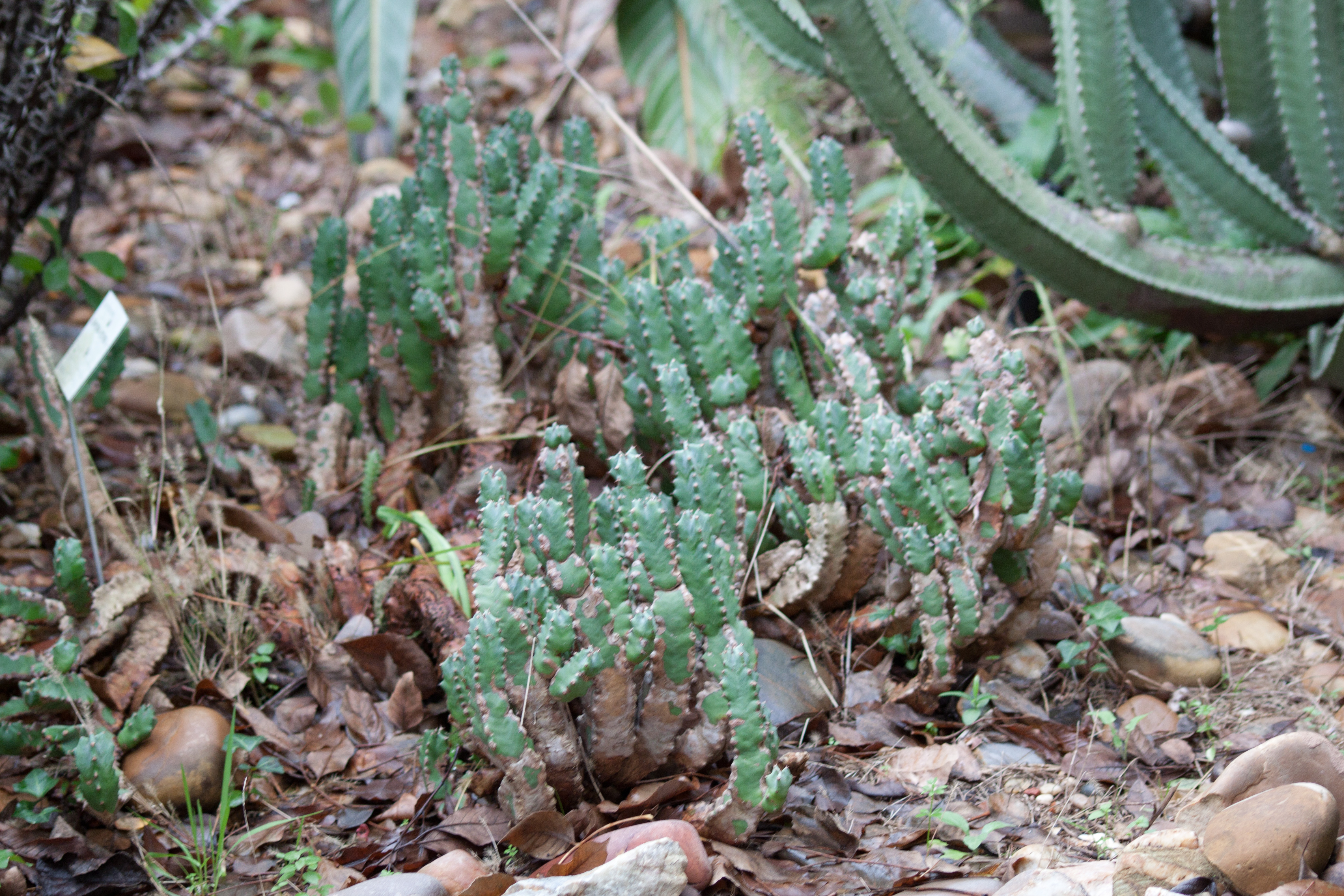
Euphorbia resinifera
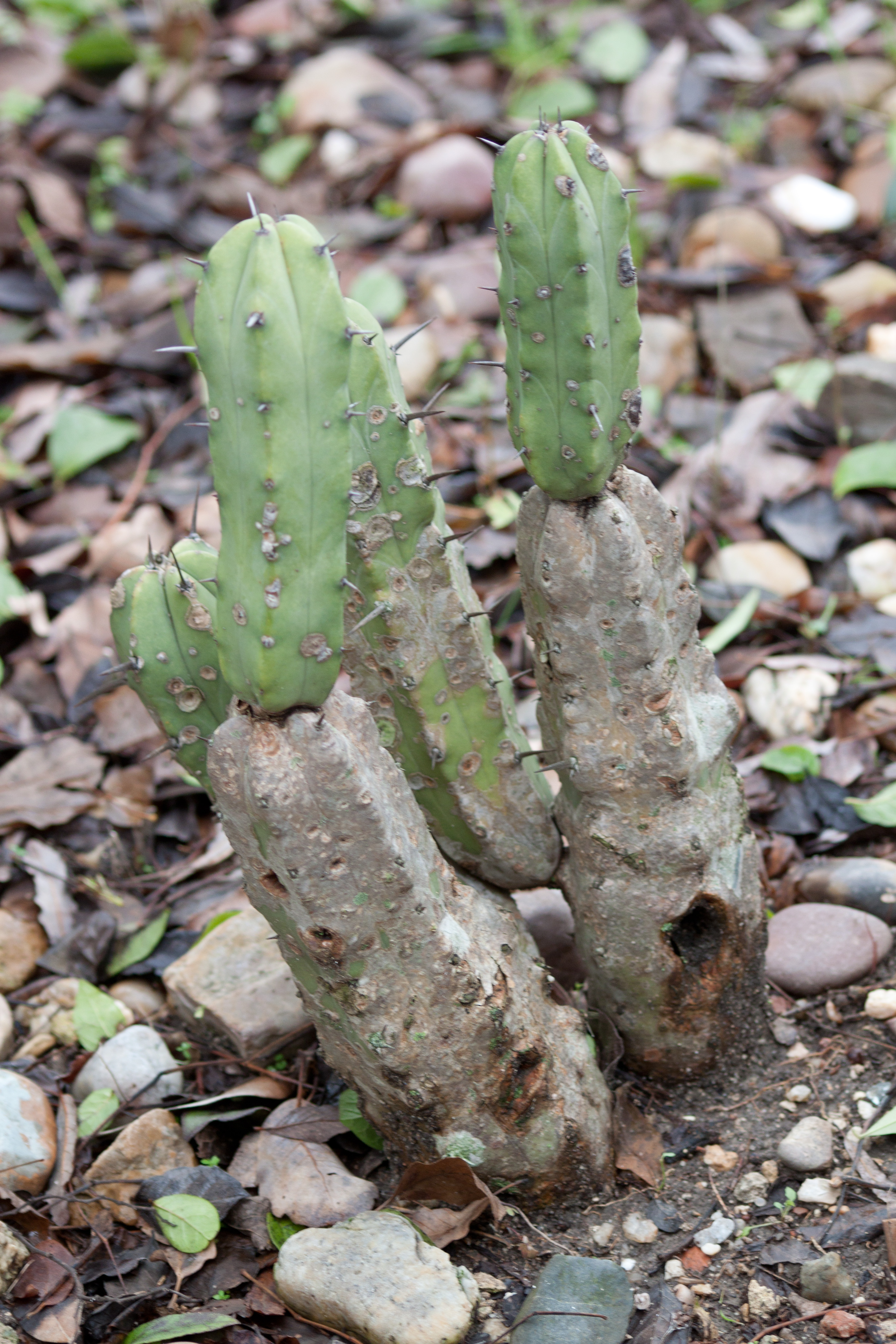
Myrtillocactus geometrizans
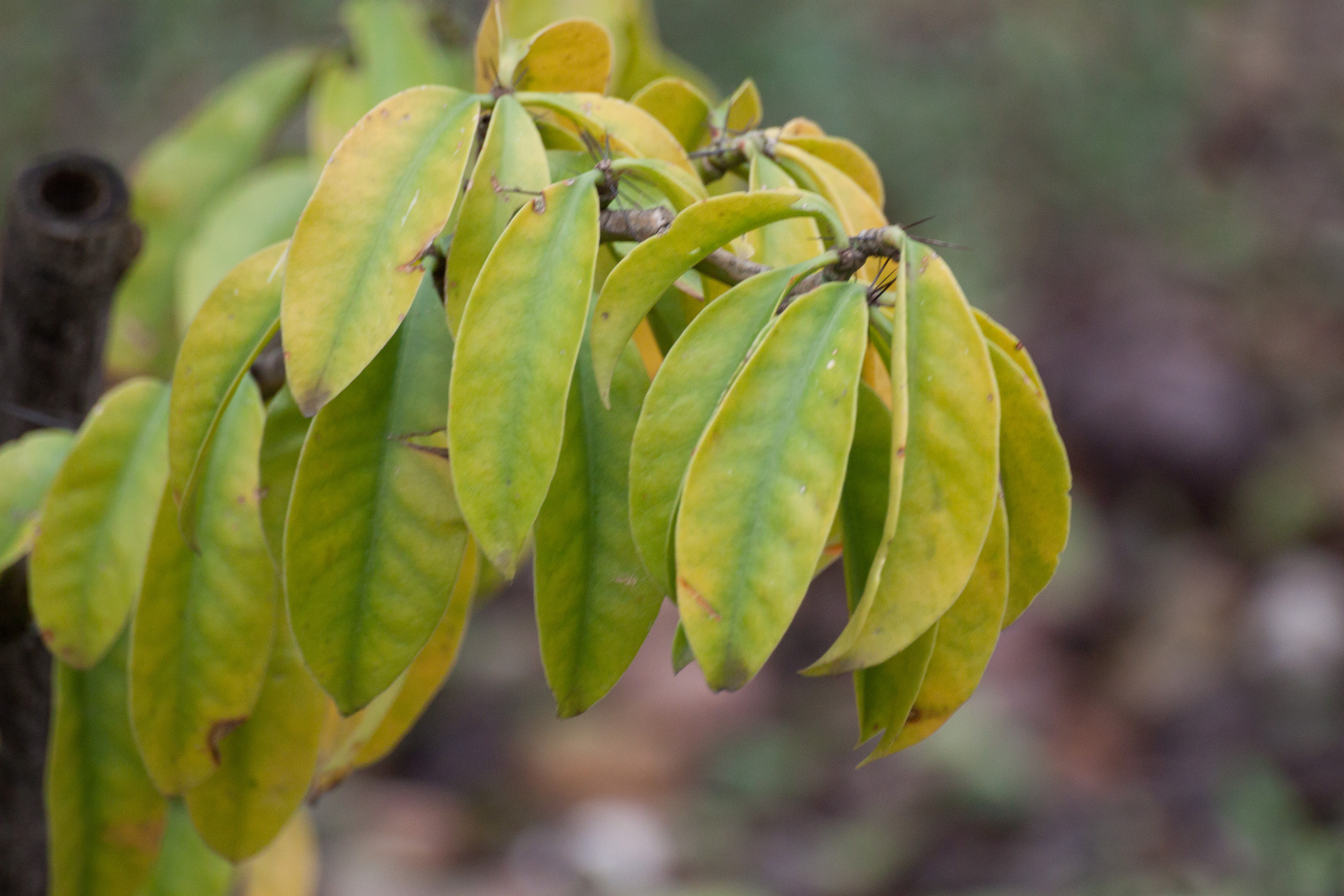
Pereskia grandifolia
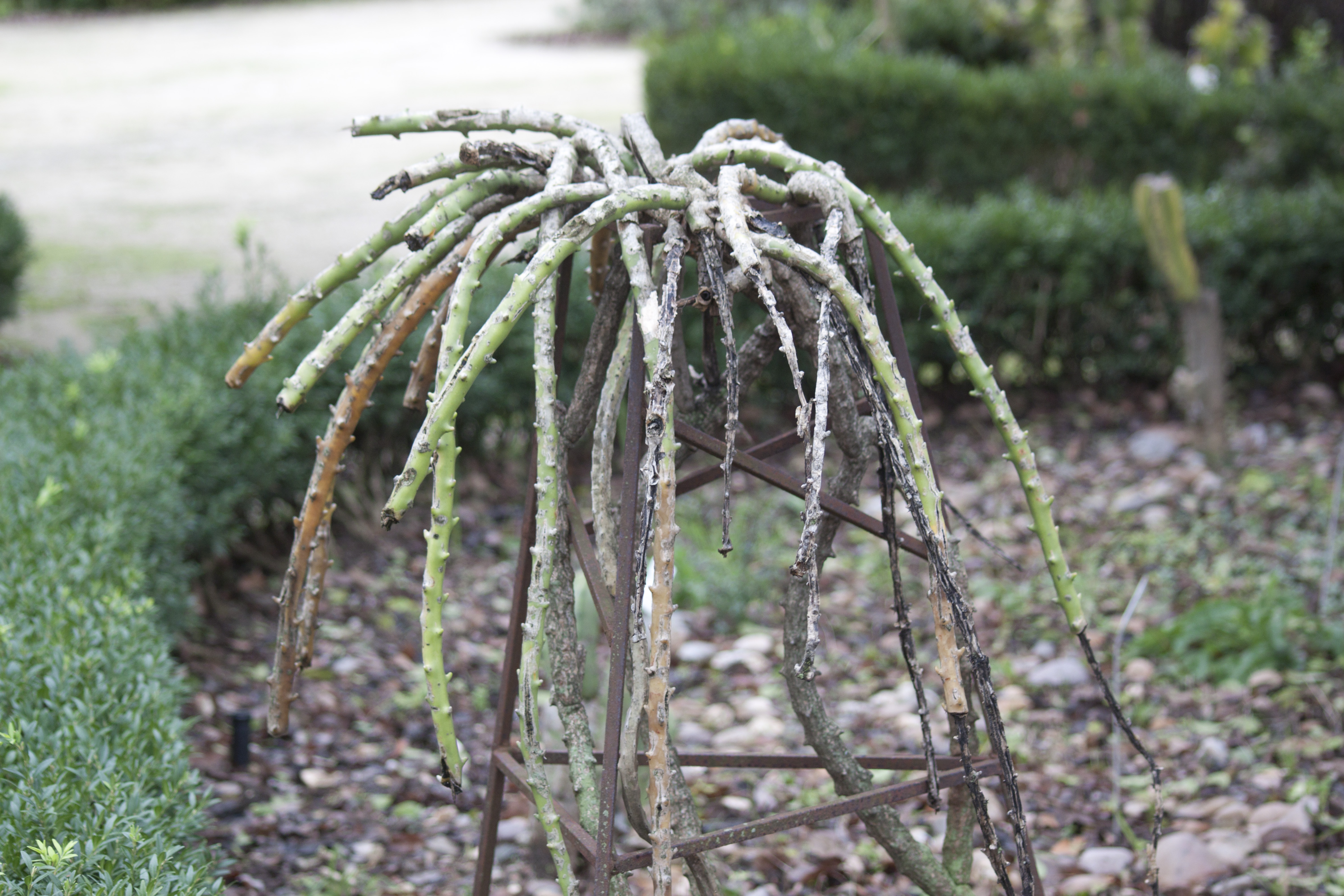
Selenicereus hamatus